# Lennart Heljas
Lennart Albert Heljas (Namensführung bis 1935: Lennart Albert Helenius; * 13. Mai 1896 in Wyborg; † 9. März 1972 in Kuopio) war ein finnischer Geistlicher der Evangelisch-Lutherischen Kirche Finnlands und Politiker des Landbundes (Agrarförbundet). Er war zwischen 1939 und 1958 Mitglied des Parlaments (Riksdagen) und gehörte während des Fortsetzungskrieges (1941 bis 1944) zur Friedensopposition und war einer der Unterzeichner der sogenannten „Erklärung der 33“. Nach Ende des Zweiten Weltkrieges war er 1948 sowie erneut zwischen 1950 und 1951 Bildungsminister. Aufgrund seiner Sprachkenntnisse wurde er häufig in internationalen Einsätzen eingesetzt und war 1957 Präsident des Nordischen Rates.

## Leben

### Pfarrer, Abgeordneter und Zweiter Weltkrieg
Lennart Albert Heljas, der bis 1935 seine Geburtsnamen Lennart Albert Helenius führte, war der Sohn des Geschäftsmanns Albert Helenius und Leonide Sagström. Als Nachfahre von Geschäftsleuten aus Viborg (heute in Russland Wyborg) sprach er fließend Russisch und war bereits in seiner Jugend mit Sankt Petersburg sowie der russischen Kultur vertraut. Er begann nach dem Schulbesuch 1914 ein Studium der Theologie an der Universität Helsinki, das er 1918 mit Auszeichnung beendete. Nach seiner Ordination war er 1918 erst Hilfsprediger in der schwedischen Gemeinde Sörnäs sowie anschließend zwischen 1918 und 1920 Hilfsprediger und Religionslehrer an der schwedischen koedukativen Schule in Vasa. Zugleich wirkte er von 1918 bis 1919 als Pastor des dortigen Bezirksgefängnisses. Nachdem er 1920 sein Pastoraldiplom erhalten hatte, war er zwischen 1920 und 1924 erst Seemannskaplan in Cardiff und von 1921 bis 1922 zugleich dortiger Vizekonsul sowie daraufhin von 1924 bis 1931 Seemannskaplan in London. Nach seiner Rückkehr war er von 1931 bis 1937 Pfarrer in Kaavi und anschließend zwischen 1937 und 1967 Pfarrer der Landgemeinde Kuopio.
Bei der Parlamentswahl am 1. und 2. Juli 1939 wurde Heljas für den Landbund (Agrarförbundet) erstmals zum Mitglied des Parlaments (Riksdagen) gewählt und vertrat dort nach seinen Wiederwahlen zwischen dem 1. September 1939 und dem 21. Juli 1958 den Wahlkreis Kuopio-West. Er war einer der wenigen Geistlichen und Politiker, der bei Ausbruch des Zweiten Weltkrieges über recht umfangreiche internationale Kenntnisse verfügte. Er gehörte während des Fortsetzungskrieges (25. Juni 1941 bis 19. September 1944) zwischen Finnland und der Sowjetunion, der mit einem sowjetischen Sieg endete und am 19. September 1944 zum Waffenstillstand von Moskau führte, zur Friedensopposition und war einer der Unterzeichner der sogenannten „Erklärung der 33“.

### Nachkriegszeit, Vizepräsident des Parlaments und Minister

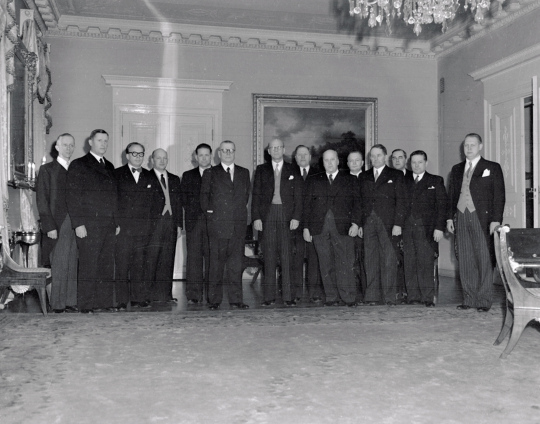
Kabinett Kekkonen I (1950)

Lennart Heljas, der 1945 Propst wurde, war 1945 erst Zweiter Vizepräsident und danach 1946 Erster Vizepräsident des Parlaments. Danach übernahm er im Kabinett Pekkala vom 26. März 1946 bis zum 29. Mai 1948 den Posten als Minister im Ministerium für soziale Angelegenheiten (2. Socialminister) sowie im Anschluss als Nachfolger von Eino Kilpi zwischen dem 26. Mai und dem 29. Juli 1948 erstmals das Amt als Bildungsminister (Undervisningsminister). Am 17. März 1950 wurde er als Bildungsminister auch in das Kabinett Kekkonen I und hatte dieses Ministeramt vom 17. Januar bis zum 20. September 1951 auch im darauf folgenden Kabinett Kekkonen II inne.
Nach seinem Ausscheiden aus der Regierung war Heljas zwischen 1954 und 1956 sowie erneut 1957 Erster Vizepräsident des Parlaments. Zugleich übernahm er am 1. Januar 1957 von dem Dänen Erik Eriksen die Funktion als Präsident des Nordischen Rates. Diese hatte er turnusmäßig für ein Jahr bis zum 31. Dezember 1957 inne, woraufhin am 1. Januar 1958 der Norweger Nils Hønsvald seine Nachfolge antrat. Aus seiner 1921 geschlossenen Ehe mit Aino Suoma Bergroth ging die Tochter Seija Heljas (* 1931) hervor.

### Nachschlagewerke
- Heljas, Lennart (1896–1972). kansallisbiografia.fi (finnisch).
- Heljas, Lennart Albert. Kuka kukin on? Who’s who in Finland? 1954 (runeberg.org) (finnisch).
- Heljas, Lennart. Uppslagsverket Finland (schwedisch).